# Metodo variazionale
Il metodo variazionale rappresenta, nella meccanica e chimica quantistica, un approccio utilizzato per trovare approssimazioni all'autostato di minore energia (stato fondamentale) e ad alcuni stati eccitati. Le basi di questo metodo si fondano sul principio variazionale.

## Introduzione
Si supponga di essere in un dato spazio di Hilbert con un operatore hermitiano {\displaystyle {\hat {\mathcal {H}}}}, chiamato Hamiltoniano. Ignorando le complicazioni legate allo spettro continuo, si consideri solo lo spettro discreto dell'Hamiltoniano e il corrispondente autospazio associato agli autovalori {\displaystyle \lambda \in \mathrm {Spec} ({\mathcal {H}})}:
{\displaystyle \mathbf {1} =\sum _{\lambda \in \mathrm {Spec} ({\hat {\mathcal {H}}})}|\psi _{\lambda }\rangle \langle \psi _{\lambda }|,}
dove
{\displaystyle \langle \psi _{\lambda }|\psi _{\lambda ^{\prime }}\rangle =\delta _{\lambda \lambda ^{\prime }}}
e
{\displaystyle {\hat {\mathcal {H}}}|\psi _{\lambda }\rangle =\lambda |\psi _{\lambda }\rangle }.
Gli stati fisici sono normalizzati, il che significa che la loro norma è unitaria. 
Ignorando ancora una volta le complicazioni legate alla presenza di uno spettro continuo in {\displaystyle {\hat {\mathcal {H}}}}, si assuma che l'Hamiltoniano possieda un estremo inferiore e che questo sia uguale a {\displaystyle E_{0}}.
Si supponga inoltre che il sistema sia stato preparato in un dato stato {\displaystyle |\psi \rangle } di norma unitaria dello spazio di Hilbert. 
Il valor medio di {\displaystyle {\hat {\mathcal {H}}}} in detto stato sarà:
{\displaystyle {\begin{aligned}\langle \psi |{\hat {\mathcal {H}}}|\psi \rangle &=\sum _{\lambda _{1},\lambda _{2}\in \mathrm {Spec} ({\hat {\mathcal {H}}})}\langle \psi |\psi _{\lambda _{1}}\rangle \langle \psi _{\lambda _{1}}|{\hat {\mathcal {H}}}|\psi _{\lambda _{2}}\rangle \langle \psi _{\lambda _{2}}|\psi \rangle \\&=\sum _{\lambda \in \mathrm {Spec} ({\hat {\mathcal {H}}})}\lambda |\langle \psi _{\lambda }|\psi \rangle |^{2}\geq \sum _{\lambda \in \mathrm {Spec} ({\hat {\mathcal {H}}})}E_{0}|\langle \psi _{\lambda }|\psi \rangle |^{2}=E_{0}\end{aligned}}}
Se nel processo di minimizzazione del valor medio di {\displaystyle {\hat {\mathcal {H}}}}, si potesse davvero passare per tutti i possibili stati di norma unitaria in {\displaystyle \mathrm {Spec} ({\mathcal {H}})}, si troverebbe esattamente {\displaystyle E_{0}}. 
Lo stato o gli stati corrispondenti a {\displaystyle E_{0}} sarebbero autostati di {\displaystyle {\hat {\mathcal {H}}}}. 
Passare in rassegna l'intero spazio di Hilbert è naturalmente troppo complicato per i calcoli fisici e quindi si sceglie un sottospazio dell'intero spazio di Hilbert, definito da alcuni parametri differenziabili (possibilmente reali) {\displaystyle \alpha _{i}} ({\displaystyle i=1,2,\dots ,N}). 
La scelta del sottospazio è un ansatz. Alcune scelte portano a migliori approssimazioni di altre, quindi la loro corretta determinazione è molto importante.
Si deve assumere che ci sia una sovrapposizione tra il sottospazio selezionato e lo stato fondamentale, altrimenti l'ansatz non sarebbe buono. 
Ogni stato di tale sottospazio deve avere norma unitaria
{\displaystyle \langle \psi (\{\alpha _{i}\}_{i=1}^{N})|\psi (\{\alpha _{i}\}_{i=1}^{N})\rangle =1}
Tale vincolo di normalizzazione definisce un insieme di stati, su cui si vuole minimizzare il valor medio
{\displaystyle \varepsilon (\{\alpha _{i}\}_{i=1}^{N})=\langle \psi (\{\alpha _{i}\}_{i=1}^{N})|{\hat {\mathcal {H}}}|\psi (\{\alpha _{i}\}_{i=1}^{N})\rangle }.
Questa in generale non è un'operazione semplice. 
Si cerca un minimo globale (vincolato), per il quale non è sufficiente trovare gli zeri delle derivate parziali di {\displaystyle \varepsilon } rispetto alle {\displaystyle \alpha _{i}}.
Se tuttavia {\displaystyle \psi (\{\alpha _{i}\}_{i=1}^{N})} è espressa come combinazione lineare di altre funzioni, ovvero se gli {\displaystyle \alpha _{i}} sono i coefficienti di tale combinazione lineare, si arriva a un problema secolare, come nel metodo di Ritz, per cui la condizione di minimo è ben definita.
Alcuni metodi non lineari, come il metodo di Hartree-Fock, sono spesso caratterizzati da pochi minimi e sono quindi facili da applicare.
C'è poi un'ulteriore complicazione del calcolo di minimizzazione.
Al tendere di {\displaystyle \varepsilon (\{\alpha _{i}\}_{i=1}^{N})} a {\displaystyle E_{0}}, non ci sono garanzie che le corrispondenti funzioni d'onda di prova {\displaystyle \psi (\{\alpha _{i}\}_{i=1}^{N})} 
tendano a una corretta funzione d'onda di stato fondamentale. 
Questo è stato dimostrato usando come modello un oscillatore armonico modificato esattamente risolubile. Analizzando il modello col metodo variazionale, si è trovata una funzione d'onda diversa da quella attesa.
Sebbene spesso limitato ai calcoli dell'energia dello stato fondamentale, il principio variazionale può essere applicato in alcuni casi anche al calcoli degli stati eccitati. Se si conosce la funzione d'onda di stato fondamentale, sia con il metodo variazionale sia con i calcoli diretti, si può scegliere un sottoinsieme dello spazio di Hilbert che è ortogonale a tale funzione d'onda.
{\displaystyle \left|\psi \rangle \right.=\left|\psi _{test}\rangle \right.-\langle \psi _{gr}\left|\psi _{test}\right.\rangle \left|\psi _{gr}\rangle \right.}